# Schürmann

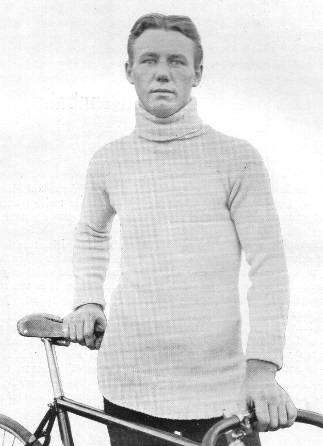
Oprichter Clemens Schürmann in 1909

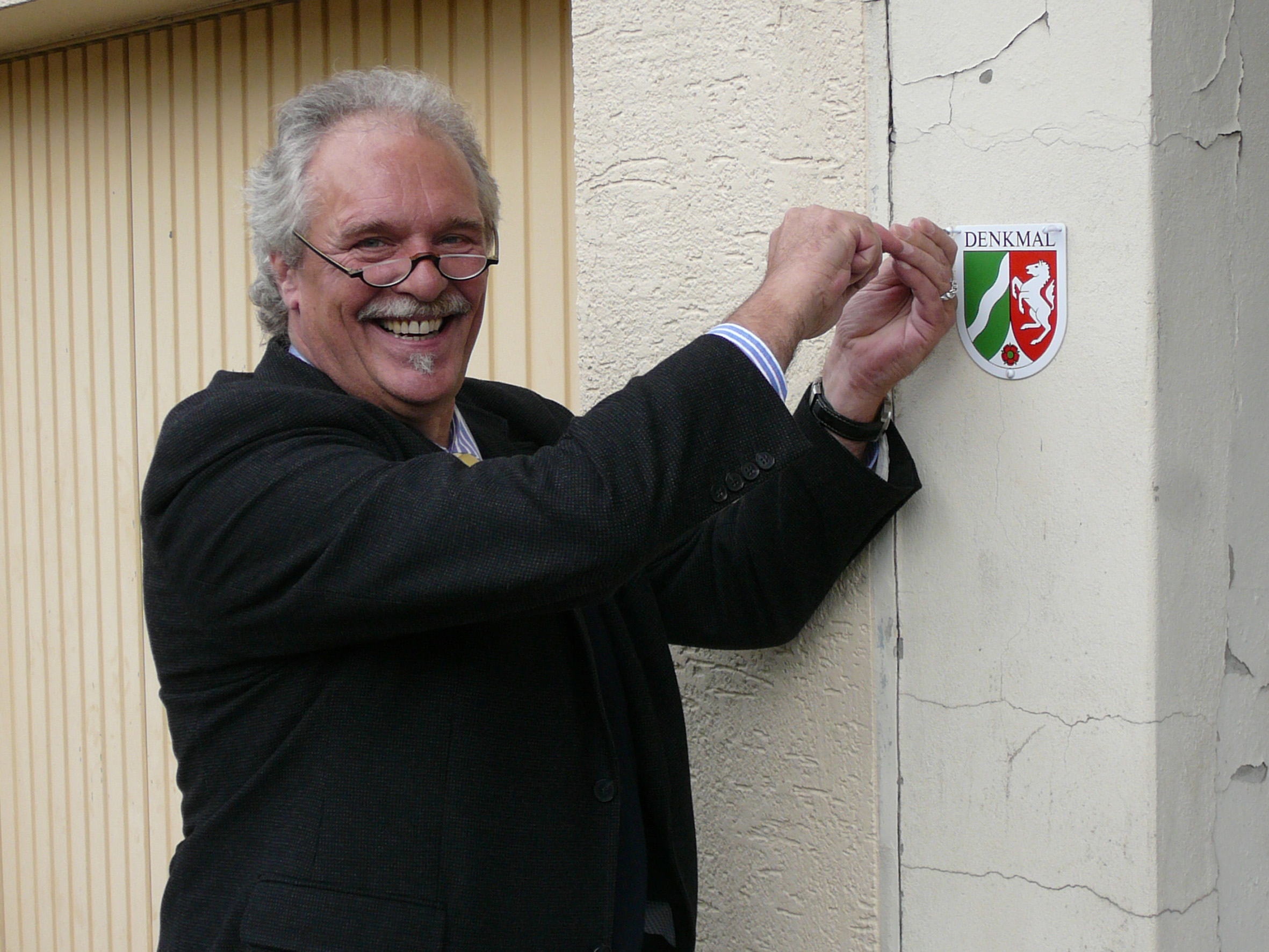
Bedrijfsleider Ralph Schürmann schroeft in 2012 een Denkmal-schildje in een muur van de Radrennbahn van Bielefeld nadat deze als monument werd erkend.

Schürmann is een Duits architectenbureau uit Münster in Noordrijn-Westfalen dat zich gespecialiseerd heeft in de bouw van wielerbanen en hiervan reeds meer dan 125 projecten in de hele wereld op zijn naam heeft. Het bureau werd in 1925 opgericht en werd sindsdien door meerdere leden van de familie Schürmann geleid. Oprichter was oud-baanwielrenner en architect Clemens Schürmann. Hij werd opgevolgd door onder meer Herbert en Ralph Schürmann.
Tot de eerste realisaties behoort de Sport-Arena Kerkrade-Herzogenrath in Herzogenrath uit 1934, de twintigste baan van het bedrijf.
Dit bureau heeft intussen reeds heel wat faam verworven in het baanwielrennen met de aanleg van onder andere de piste in het UCI Centre mondial du cyclisme (Zwitserland), de Wielerbaan Sloten (Nederland) of de olympische pistes uit 1936, 1960, 1968, 1972 (Olympia-Radstadion), 1988, 1992 (Velòdrom d'Horta), 2008 (Laoshan Velodrome), 2016 (Velódromo Municipal do Rio), 2020 (Izu Velodrome) en 2024 (Vélodrome de Saint-Quentin-en-Yvelines).

## Enkele recente projecten
- 2001: Velodrome Amsterdam, Amsterdam, Nederland
- 2000: UCI Centre mondial du cyclisme, Aigle, Zwitserland
- 2007: Laoshan Velodrome, Peking, China
- 2008: Minsk Arena, Minsk, Wit-Rusland
- 2008: National Velodrome Pruszkow BGZ Arena, Warschau, Polen
- 2010: Velodrome Guangzhou, Guangzhou, China
- 2010: Hongkong Sports Institute, Hongkong, China
- 2011: Wielerpiste Defraeye-Sercu, Rumbeke, België
- 2011: Izu Velodrome, Izu, Japan
- 2012: Sir Chris Hoy Velodrome, Glasgow, Verenigd Koninkrijk
- 2014: Vélodrome National, Saint-Quentin-en-Yvelines, Frankrijk
- 2016: renovatie Velódromo Municipal do Rio, Rio de Janeiro, Brazilië